# Sedum erici-magnusii
Sedum erici-magnusii là một loài thực vật có hoa trong họ Crassulaceae. Loài này được Fröd. miêu tả khoa học đầu tiên năm 1942.